# Władysław Antoni Brejta
Władysław Antoni Brejta (ur. 1956) – polski zootechnik, dr inż., od lipca 2021 prezes Polskiego Związku Hodowców Koni.

## Życiorys
22 lutego 2000 uzyskał stopień naukowy doktora inżyniera nauk rozlicznych; specjalność zootechnika na podstawie rozprawy pt. Wykorzystanie nienasyconych kwasów tłuszczowych w opasie młodego bydła rzeźnego do modyfikacji składu tłuszczu i poprawy walorów dietetycznych mięsa wołowego. W lipcu 2021, XXXII Nadzwyczajny Walny Zjazd Delegatów Polskiego Związku Hodowców Koni wybrał go na nowego prezesa PZHK. Zastąpił na tym stanowisku Adama Kowalczyka.
Jest również prezesem Zakładu Doświadczalnego Instytutu Zootechniki PIB Odrzechowa Spółka z o.o.